# 데우스 오티오수스
신학에서 데우스 오티오수스 (deus otiosus)는 "유휴신"을 말한다. 창조신 크게는 세계에서 은퇴하여 어떠한 것에도 관여하지 않지만 신화와 종교에서 핵심 교리로 존재하고 있다. 비슷한 개념은 토마스 아퀴나스 (Thomas Aquinas, 1225-1274)와 니콜라우스 쿠사누스 (Nicolaus Cusanus)의 "숨어계신 하나님 (deus absconditus)" 또는 숨겨진 신 (absconditus)의 개념이다. 토마스 아퀴나스는 "유휴 신"의 개념은 인간이 전적으로 묵상이나 또는 하나님의 행동의 시험을 통해 인간이 존재를 쉽게 알 수 없는 신 (神)을 의미한다. 데우스 오티오수스의 개념은 종종 이 세상에서의 참여로 피곤해져서 젊고 더 활동적인 신으로 대체 된 신으로 대안하는 반면 데우스 앱스콘디투스 (deus absconditus)는 이 세상을 의식적으로 다른 곳에 숨겨 놓은 신을 대안한다.

## 같이 보기
- 비교 신화학
- 화신